# Eleição presidencial do Sri Lanka em 2010
A eleição presidencial cingalesas de 2010 foi realizada em 26 de janeiro. Em novembro de 2009, a dois anos do fim de seu mandato, o presidente Mahinda Rajapaksa, decidiu antecipar o pleito. A medida foi interpretada como uma tentativa do presidente de capitalizar a vitória bélica sobre os separatistas tâmeis após décadas de luta na guerra civil do país.

## Candidatos
A Comissão Eleitoral do Sri Lanka admitiu 22 candidaturas à Presidência. Na secretaria do órgão, na capital Colombo, estiveram tanto o atual presidente e candidato à reeleição, Mahinda Rajapaksa, como seu principal adversário, o general Sarath Fonseka, que este ano conduziu a campanha responsável pelo fim do conflito com a guerrilha tâmil. Ao terminar o prazo para a inscrição das candidaturas, o chefe da Comissão Eleitoral, Dayananda Dissanayake, aconselhou os concorrentes a respeitarem a lei e a contribuírem para eleições justas e livres.

## Campanha
Num encontro entre Fonseka e o arcebispo de Colombo, os temas principais do encontro foram o empenho pela coexistência entre os grupos étnicos presentes na ilha, o diálogo inter-religioso e as políticas para a unidade nacional. Em especial, Dom Ranjith pediu a Fonseka uma solução definitiva para os problemas da liberdade religiosa e de expressão, da construção de locais de culto e das minorias. Outros temas discutidos na campanha eleitoral são a economia e as reformas. Analistas dizem que o futuro presidente não pode ignorar a situação de crise e as dificuldades da população, sobretudo nas regiões onde, até pouco tempo atrás, se vivia a guerra separatista.

## Resultados
Com 57,88% dos votos (total de 6.015.934), o presidente do Sri Lanka, Mahinda Rajapaksa, venceu o pleito, frente aos 40,15% (4.173.185) de Sarath Fonseka. Fonseka, entretanto, disse que havia rejeitado os resultados fornecidos pela televisão estatal e que contestaria o fato de que Rajapaksa foi reeleito. Em documento enviado à Comissão Eleitoral, o ex-general disse que a vitória de Rajapaksa com 58% dos votos não era válida e informou que iniciaria procedimentos legais para anulá-los. "O entusiasmo do povo que percebemos durante a campanha não está refletido nesse resultado. Nunca aceitaremos esse resultado e recorreremos à justiça". Ao longo de toda a sua campanha, a oposição acusou Rajapaksa de tramar para vencer as eleições através de fraudes. O próprio Fonseka não pôde votar, pois seu nome não constava da lista de eleitores, segundo a versão do oposicionista.
Fonseka esperava ter um apoio maior entre a minoria tâmil, mas o comparecimento dessa parcela da população foi bastante baixo. No geral, o comparecimento ficou em 70%, segundo a TV estatal.